# Надеждовка (Барвенково)
Надеждовка (укр. Надеждівка), село,
Барвенковский городской совет,
Изюмский район,
Харьковская область.

## Географическое положение
Село Надеждовка вплотную примыкает к городу Барвенково, железнодорожная станция Надеждовка.
Находится на правом берегу реки Сухой Торец .

## Экономика
В селе есть свино-товарная ферма, машинно-тракторные мастерские.